# That's the Spirit
Albums de Bring Me the Horizon
Live at Wembley
(2015) Live at the Royal Albert Hall
(2016)
Singles
1. Drown
Sortie : 3 novembre 2014
2. Happy Song
Sortie : 13 juillet 2015
3. Throne
Sortie : 23 juillet 2015
4. True Friends
Sortie : 20 novembre 2015
5. Follow You
Sortie : 26 février 2016

That's the Spirit est le cinquième album du groupe britannique Bring Me the Horizon, sorti le 11 septembre 2015.

## Accueil critique
That's the Spirit est bien accueilli par la presse, obtenant un score de 88⁄100 sur Metacritic.
James Monger du site AllMusic analyse que l'album subit un « changement radical en incorporant plus d'éléments électroniques », rappelant le travail de groupes comme « Linkin Park, Avenged Sevenfold, 30 Seconds to Mars, et même le Metallica de la fin des années 90 ».

## Liste des titres
Toutes les paroles sont écrites par Oliver Sykes, toute la musique est composée par Bring Me the Horizon.
| No  | Titre                    | Durée |
| --- | ------------------------ | ----- |
| 1.  | Doomed                   | 4:34  |
| 2.  | Happy Song               | 3:59  |
| 3.  | Throne                   | 3:11  |
| 4.  | True Friends             | 3:52  |
| 5.  | Follow You               | 3:51  |
| 6.  | What You Need            | 4:12  |
| 7.  | Avalanche                | 4:22  |
| 8.  | Run                      | 3:42  |
| 9.  | Drown (nouvelle version) | 3:42  |
| 10. | Blasphemy                | 4:35  |
| 11. | Oh No                    | 5:01  |